# 綾歌町
綾歌町（あやうたちょう）は、香川県の綾歌郡に属していた町。
香川県内のほぼ中央に位置し、西側に土器川、南の高見峰、猫山、城山からなる連山の麓には四国最大のレジャースポットである「ニューレオマワールド」があり、北部・中央部には広く平野が広がっていた。

## 地理
香川県内のほぼ中央に位置し、西側に土器川、南部の高見峰、猫山、城山からなる連山の麓から北部・中央部にかけて広く平野が広がっている。
- 山：高見峰、猫山、城山、堤山、横山、西山
- 池：小津森池、水橋池、打越下池、堤池、
- 川：土器川、大束川

## 歴史
- 1959年（昭和34年）4月1日 - 綾歌郡久万玉村、岡田村が合併し、綾歌町となる。
- 1973年（昭和48年）4月1日 - 町章を制定する[2]。
- 2005年（平成17年）3月22日 - 丸亀市、飯山町と合併し、丸亀市が発足。当日綾歌町消滅。旧町域は丸亀市綾歌町となる。

## 産業
- 特産品
  - ハッサク
  - キク

## 教育

### 学校

#### 保育所
- 綾歌町立岡田保育所
- 綾歌町立栗熊保育所
- 綾歌町立富熊保育所

#### 幼稚園
- 綾歌町立岡田幼稚園
- 綾歌町立あやうた幼稚園

#### 小学校
- 綾歌町立岡田小学校
- 綾歌町立栗熊小学校
- 綾歌町立富熊小学校

#### 中学校
- 綾歌町立綾歌中学校

#### 高等学校・大学・短期大学
- 町内にはない。

### 公民館図書室
- 綾歌町公民館図書室
  - 綾歌町環境改善センター内図書室
  - 岡田研修センター内図書室
  - 富熊研修センター内図書室

## 公共機関

### 消防
- 飯綾消防組合消防本部

### その他
- 総合文化会館アイレックス

## 交通

### 鉄道路線
- 高松琴平電気鉄道
  - 琴平線 岡田駅、栗熊駅

### バス
- 町内バス
  - 岡田循環路線（往復線・片道線）
  - 栗熊・富熊循環路線（往復線・片道線）

### 道路
- 高速道路
  - 町内を走る高速道路：なし
- 一般国道
  - 町内を走る一般国道：国道32号、国道377号、国道438号
- 県道
  - 主要地方道
    - 香川県道22号善通寺綾歌線
    - 香川県道47号岡田善通寺線

  - 一般県道
    - 香川県道195号岡田丸亀線
    - 香川県道278号綾歌綾上綾南線

## 名所・旧跡・観光スポット・祭事・催事
- ニューレオマワールド快天山古墳

## 特記事項
- 綾歌郡の『綾歌』から町名を命名。